# Javier Portús
Javier Portús Pérez (Madrid, 1961) es conservador del Museo Nacional del Prado y el jefe del Departamento de Pintura Española (hasta 1700).

## Exposiciones
Entre otras actividades, ha sido comisario para las siguientes exposiciones del Prado:
- 2001: Niños de Murillo[2]
- 2002: La Sala Reservada y el desnudo en el Museo del Prado[2]
- 2004: El Grafoscopio: Un siglo de miradas al Museo del Prado, 1819-1920 (en colaboración con José Manuel Matilla)[2]
- 2004: El retrato español: del Greco a Picasso[2]
- 2006: Lo fingido verdadero. Bodegones españoles de la colección Naseiro adquiridos para el Prado[2]
- 2008: Fábulas de Velázquez: Mitología e Historia Sagrada en el Siglo de Oro[2]
- 2015: La obra invitada: La Lechuga[3]

## Publicaciones
Entre 1988 y 2015 ha escrito 18 libros, 34 artículos de revistas y colaborado en 43 obras colectivas, además de coordinar tres publicaciones del Museo del Prado.

## Reconocimiento
Es Premio Juan Andrés de Ensayo e Investigación en Ciencias Humanas por El concepto de Pintura Española (Madrid, Verbum, 2012).